# Azərbaycan Dəmir Yolları
Le Azərbaycan Dəmir Yolları (ADY), in azero Ferrovie dell'Azerbaigian, è un'azienda ferroviaria dell'Azerbaigian, interamente controllata dal governo.

## Rete
La sua rete ferroviaria si estende per 2932 km - 2125 km di linee ferroviarie pubbliche, è 1278 km dei quali elettrificati a 3000 volt in corrente continua, mentre lo scartamento adottato è quello largo di tipo russo da 1520 mm.
Ci sono numerosi collegamenti ferroviarie da Azerbaigian verso la Russia (Mosca, San Pietroburgo, Tjumen'), Ucraina (Kiev, Charkiv), Iran (Tabriz, Teheran) e la Georgia (Tbilisi); è in costruzione una nuova linea ferroviaria Baku-Tbilisi-Kars. Dopo l'attivazione di questa linea Baku diventerà un importante nodo di collegamento ferroviario tra la Cina ed Europa.

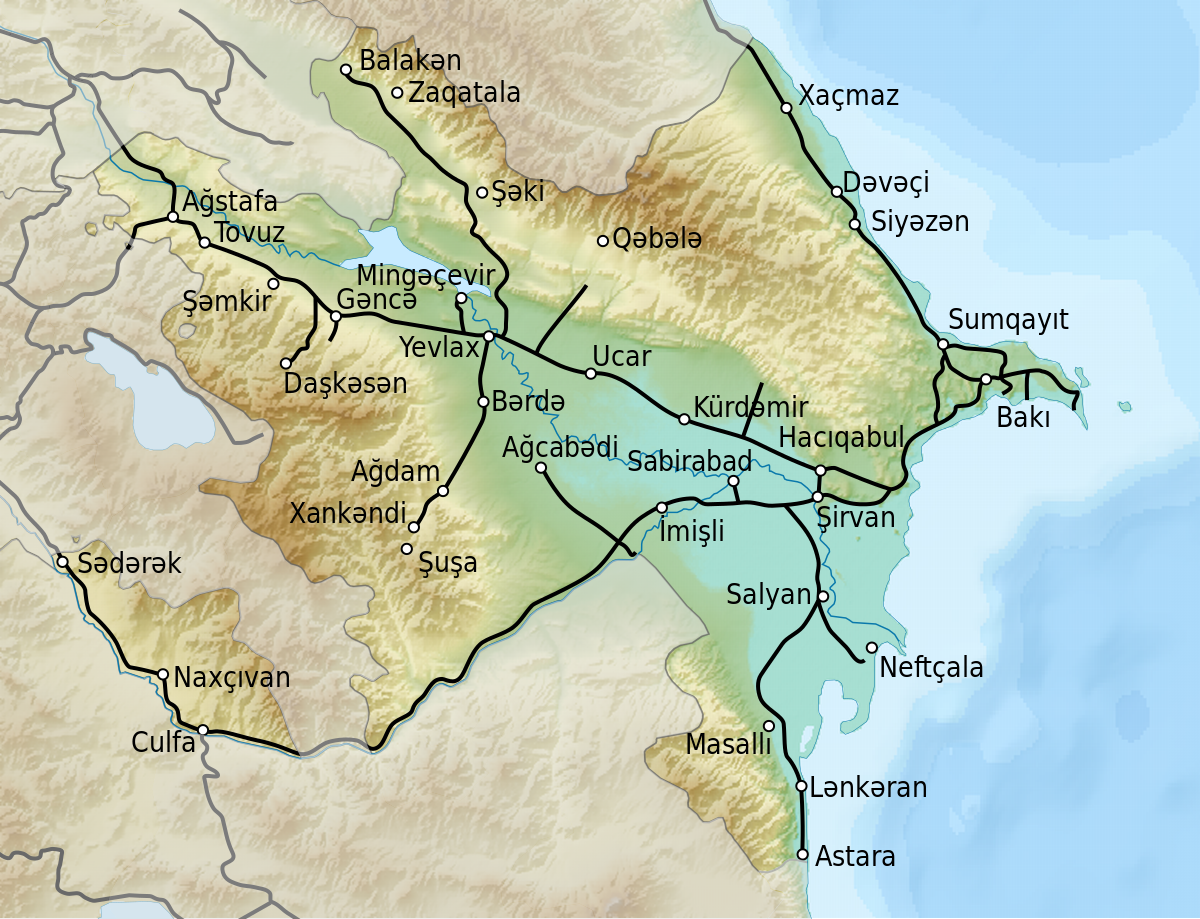
La rete ferroviaria dell'Azerbaigian

## Collegamento a reti estere
- Russia - senza cambio di scartamento.
- Georgia - senza cambio di scartamento.
- Iran - cambio di scartamento (1520/1435 mm) - solo attraverso l'exclave azera di Nakhchivan - collegamento attraverso l'Armenia al resto della Azerbaigian è tagliato.
- Turchia - assente - cambio di scartamento (1520/1435 mm) - attraverso la Georgia con la nuova linea ferroviaria Baku-Tbilisi-Kars che verrà inaugurata entro il 2012.[senza fonte]
- Armenia - senza cambio di scartamento - chiuso per motivi politici.